# Raúl Villareal
Raúl Villareal   (29 d'octubre de 1909 - segle XX) va ser un boxejador argentí que va competir durant la dècada de 1930.
El 1936 va prendre part en els Jocs Olímpics d'Estiu de Berlín, on guanyà la medalla de bronze de la categoria del pes mitjà del programa de boxa. Va perdre en semifinals contra el francès Jean Despeaux, mentre en el combat per la medalla de bronze guanyà al polonès Henryk Chmielewski.
Entre 1940 i 1941 disputà tres combats com a boxejador professional que va perdre.